# Oranienschule (Wiesbaden)

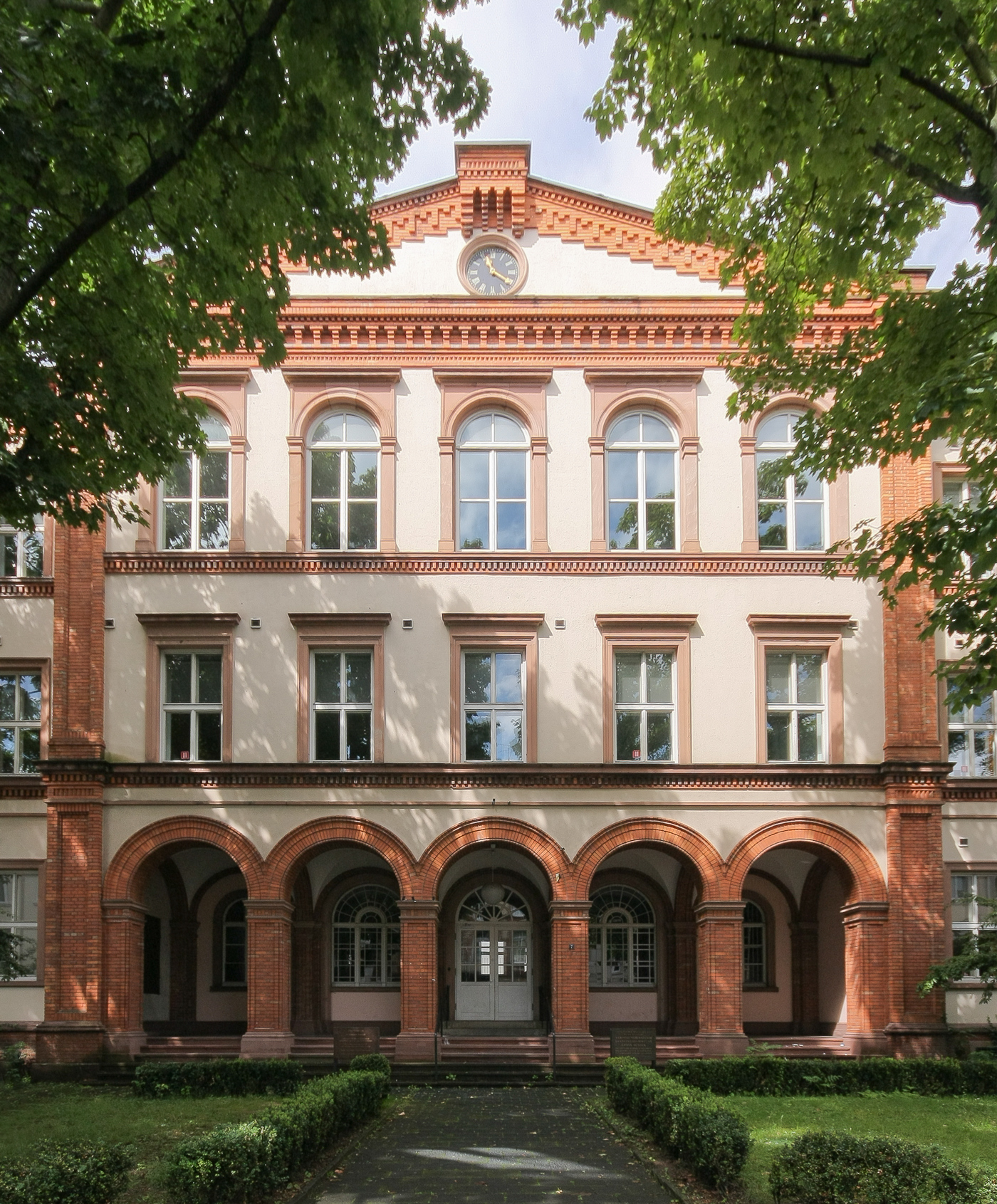
Altbau der Schule

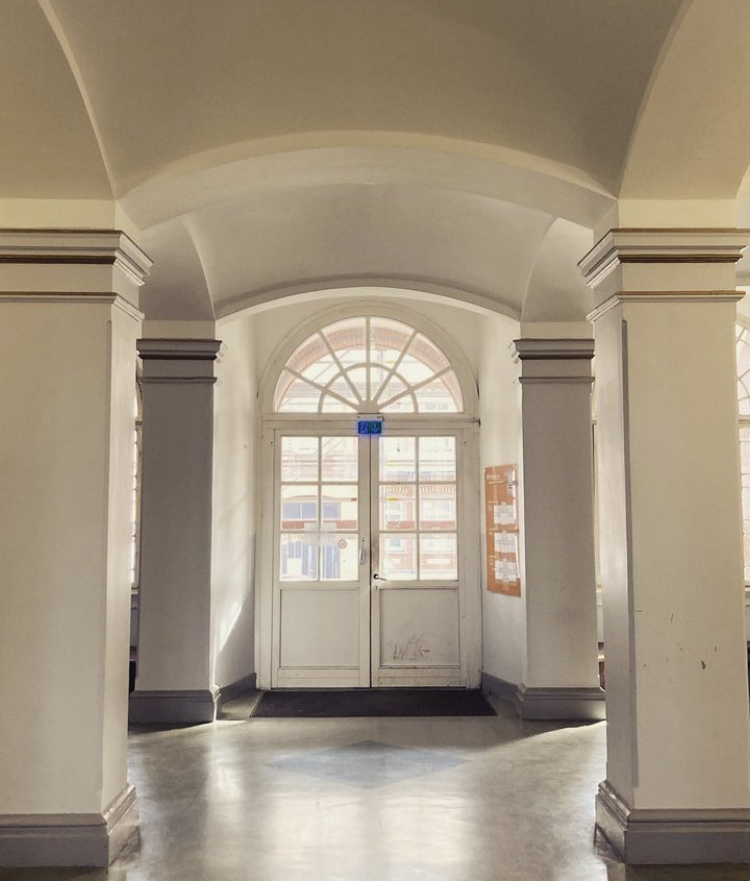
Eingangsbereich der Oranienschule

Die Oranienschule ist ein Gymnasium im Ortsbezirk Mitte der hessischen Landeshauptstadt Wiesbaden.

## Geschichte
Die Oranienschule wurde am 11. Mai 1857 auf Drängen der Gewerbetreibenden der Stadt als Höhere Bürgerschule für Knaben vom 10. bis zum 16. Lebensjahr gegründet. Ursprünglich war die Schule im zweiten Stock des Schulhauses am Markt untergebracht. Noch in nassauischer Zeit wurde ein Neubau eingeleitet. An der Oranienstraße, dem heutigen Standort, entstand nach Entwürfen des Wiesbadener Stadtbaumeisters Alexander Fach in den Jahren 1866 bis 1868 ein langgestrecktes Schulareal, das am 4. Mai 1869 eingeweiht wurde. 1879 wurde die Schule zur siebenklassigen Oberrealschule und 1905 zum Realgymnasium nach dem Frankfurter Lehrplan ausgebaut. Sie ist damit das drittälteste Gymnasium Wiesbadens nach der Diltheyschule und der Gutenbergschule.  1956 erhielt die Schule den heutigen Namen Oranienschule. Seit 1976 werden auch Mädchen aufgenommen (Koedukation).

## Gebäude
Das großzügig angelegte Gebäude besteht aus einem dreigeschossigen Baukörper, der etwas zurückgesetzt an der Oranienstraße errichtet wurde. Die Fassade wird durch einen übergiebelten, fünfachsigen Mittelrisalit gegliedert. Das 1945 schwer beschädigte Schulgebäude wurde nach dem Zweiten Weltkrieg wieder aufgebaut. Wegen seiner ortsgeschichtlichen, künstlerischen und städtebaulichen Bedeutung wurde das gesamte Schulareal unter Denkmalschutz gestellt.
In der Aula fand am 15. Juli 1946 die konstituierende Sitzung der Verfassungberatenden Landesversammlung Groß-Hessen statt.

## Bekannte Schüler und Lehrer
- Ludwig Kaiser, Direktor bis 1901
- Heinrich Dörrie (1873–1955), Mathematiker und 1908–1942 Mathematiklehrer an der Schule
- Hermann Kaiser (1885–1945), Studienrat, Offizier und Beteiligter des Attentates vom 20. Juli 1944
- Joseph Pascher (1893–1979), katholischer Theologe; 1920 bis 1927 Lehrer an der Schule
- Kurt Kusenberg (1904–1983), Schriftsteller; Schüler an der Schule
- Otto Kamm (1909–1986), Direktor der Oranienschule von 1952 bis 1973
- Wolfgang Knies (1934–2019), deutscher Hochschullehrer und Landesminister
- Peter Kaupp (* 1936), Kulturwissenschaftler und Soziologe
- Hans Zender (1936–2019), deutscher Dirigent und zeitgenössischer Komponist
- Folkert Meeuw (* 1946), deutscher Schwimmsportler
- Stefan Blöcher (* 1960), ehemaliger Hockeyspieler
- Eric Lobron (* 1960), Schachgroßmeister, US-amerikanischer Herkunft
- Christoph Waitz (* 1960), deutscher Unternehmer und Politiker
- Manuel Lösel (* 1965), deutscher Staatssekretär
- Leyla Piedayesh (* 1970), Modeschöpferin und Unternehmerin
- Helge Meeuw (* 1984), deutscher Schwimmsportler